# Station Queenborough
Queenborough is een spoorwegstation van National Rail in Swale in Engeland. Het station is eigendom van Network Rail en wordt beheerd door Southeastern. 